# کلان‌شهر مستقل والسال
کلان‌شهر مستقل والسال (به انگلیسی: Metropolitan Borough of Walsall) یک کلان‌شهر مستقل در انگلستان است که در شهرستان میدلندز غربی واقع شده‌است. کلان‌شهر مستقل والسال ۱۰۳٫۹۵ کیلومتر مربع مساحت دارد.